# Генри (горный хребет)
Генри (англ. Henry Mountains) — горный хребет в штате Юта.
Хребет расположен на юго-востоке штата. Горы Генри возвышаются над Колорадским плато. Хребет состоит из северной и южной части, между которыми проложена трасса Utah State Route 276. Вершины северной группы достигают высоты 3513 м, южные горы намного ниже (2510 м).
Горы Генри одними из последних были нанесены на карты Континентальных штатов. В 1872 году Алмон Томпсон назвал их в честь американского физика Джозефа Генри, а высший пик хребта — Маунт-Эллен, в честь своей жены, Эллен Пауэлл Томпсон, которая была известным ботаником, изучала естествознание, а к концу жизни занялась суфражизмом, борясь за права женщин. До этого Томпсон отмечал хребет как Неизвестные горы. Интересно, что племя навахо называло хребет как Горы, у которых нет названия.
Геолог Карл Гилберт в 1875-1876 гг изучал строение хребта, позже издав монографию о горах Генри, где ввёл термин лакколит. Период образования определён в 1969—1990 гг. Калий-аргонный метод дал размытую оценку от 25 до 45 млн лет. Уран-свинцовый метод дал оценку от 23 до 31 млн лет. Интрузии состоят из пермских и меловых осадочных пород. Геология гор Генри аналогична геологии хребтов Ла-Саль и Абахо, которые также находятся на плато Колорадо на юго-востоке Юты.
Хлебет Генри изрезан каньонами, которые расходятся от изолированного хребта и впадают на север в реку Фримонт, на восток в реку Дерти-Девил или на юг в водохранилище Пауэлл.
Горы Генри находятся в малонаселённом районе. Ближайший город, Хэнксвилл, расположен к северу. Его население всего 219 человек.
Земли в горах Генри находятся в федеральной собственности, находящимися в ведении Bureau of Land Management. Горы также известны достаточно изолированной популяцией бизонов, оцениваемой в 350 голов.

## Галерея

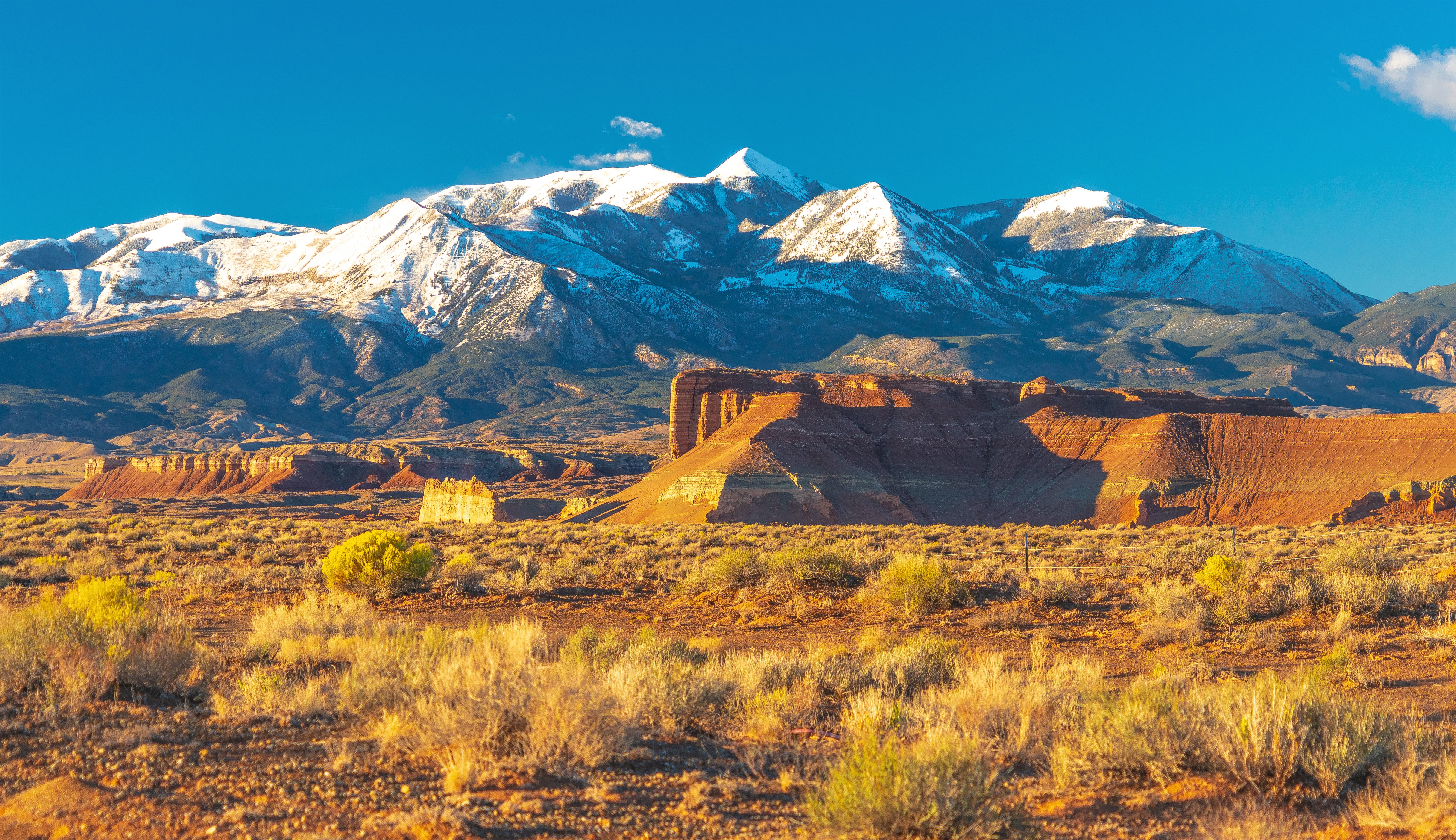
Маунт-Эллен, высочайшая вершина хребта
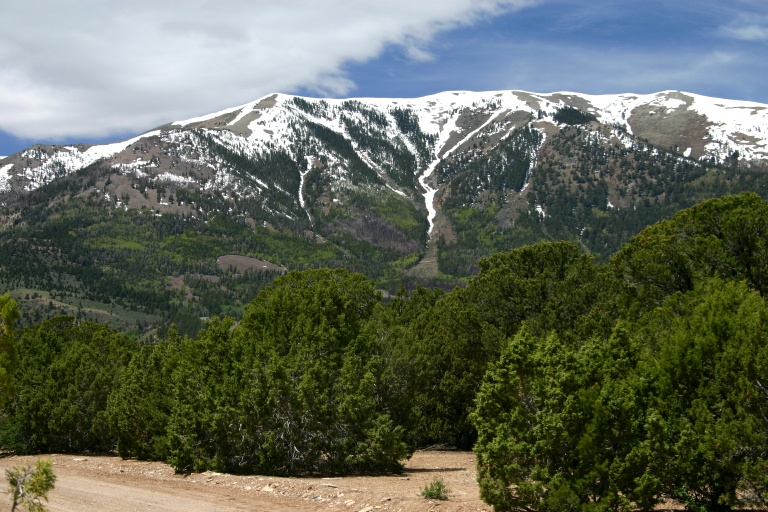
В горах Генри
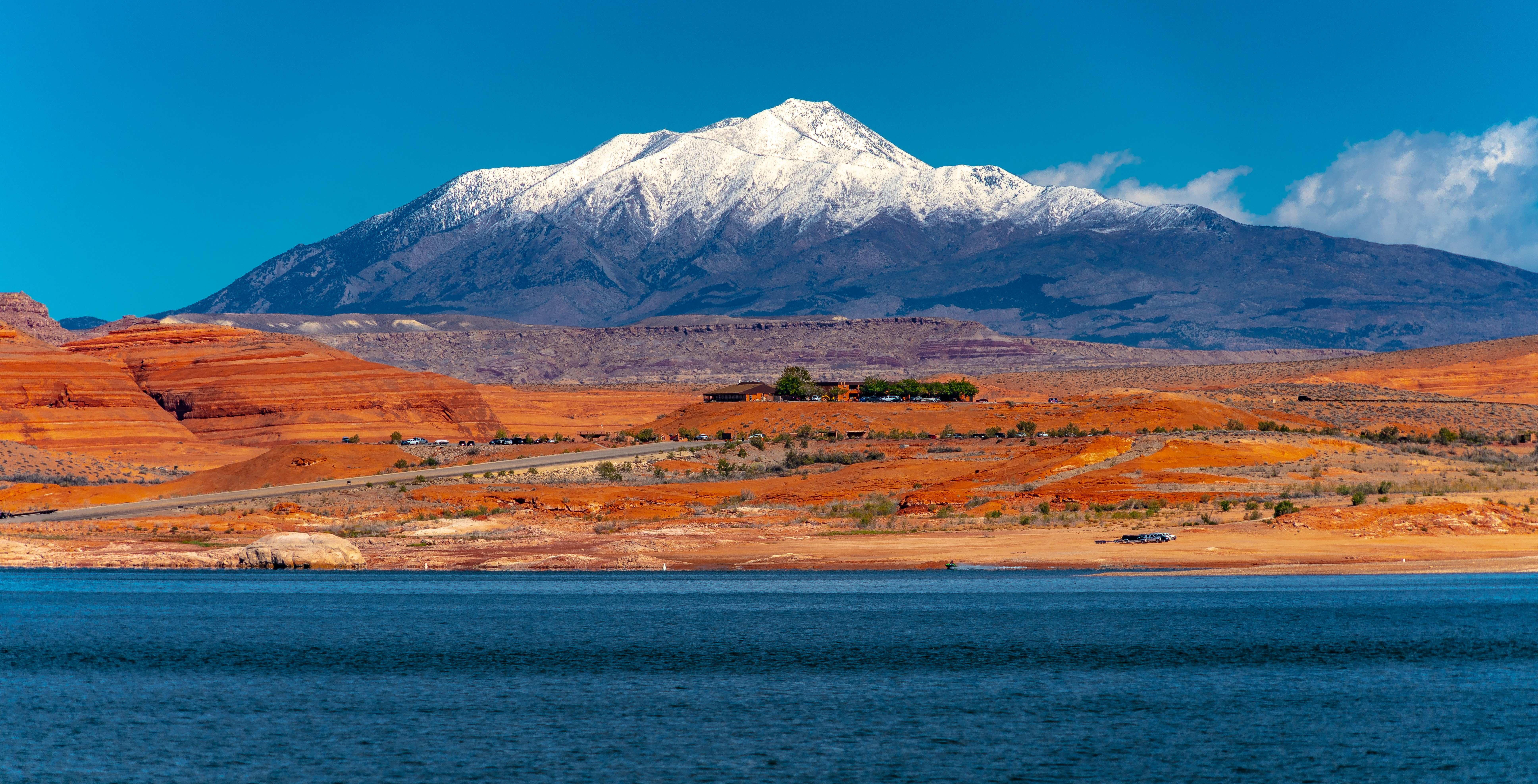
Гора Пеннелл, вид со стороны водохранилища Пауэлл
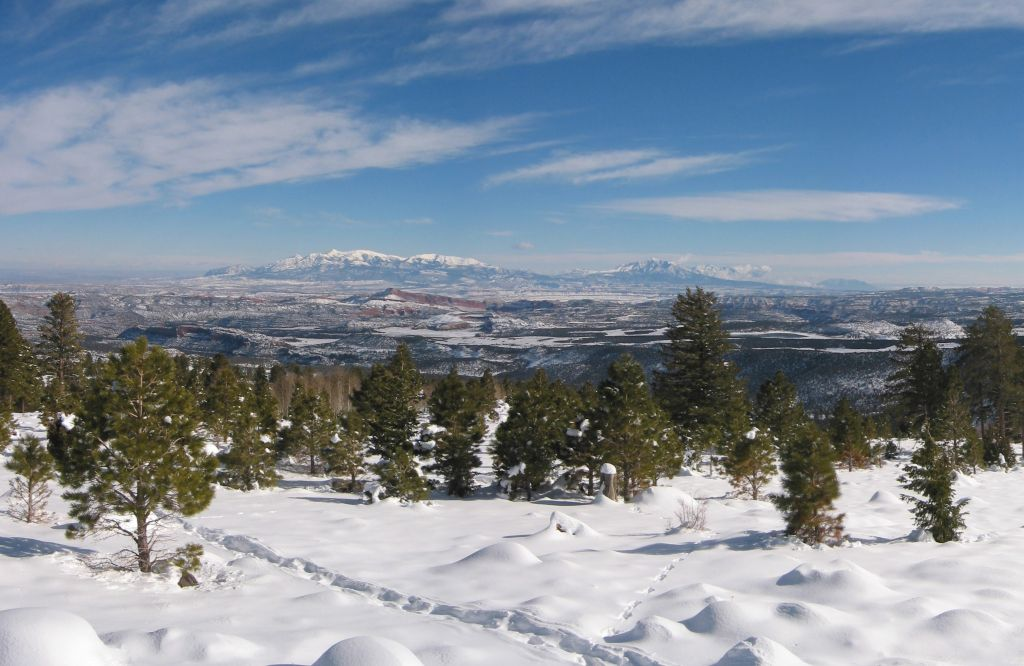
Горы Генри зимой